# 상인천초등학교
상인천초등학교(上仁川初等學校)는 대한민국 인천광역시 남동구 간석동에 있는 공립 초등학교이다.

## 학교 연혁
- 1987년 9월 1일 : 개교

## 사진

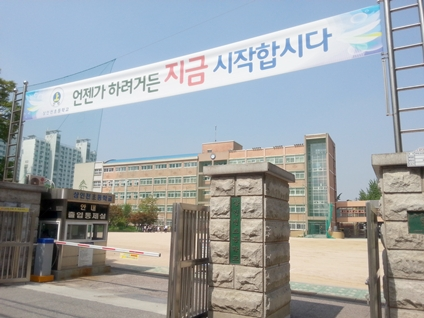
교문
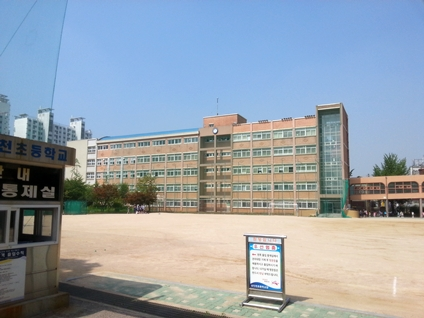
교사2

## 참고 자료
- 상인천초등학교 - 한국교육학술정보원 학교알리미